# (23523) 1993 AQ
(23523) 1993 AQ là một tiểu hành tinh vành đai chính. Nó được phát hiện bởi Seiji Ueda và Hiroshi Kaneda ở Kushiro, Hokkaidō, Nhật Bản, ngày 13 tháng 1 năm 1993.